# Confederação Brasileira de Golfe
A Confederação Brasileira de Golfe é uma entidade oficial que regulamenta o golfe no Brasil.
Em 1957, representantes do Royal & Ancient Golf Club of Saint Andrews – considerado o berço do golfe – e da United States Golf Association, reuniram-se em Washington para organizar o primeiro campeonato mundial por equipes. O Brasil foi convidado a participar através de Seymour G. Marvin, na época único brasileiro sócio de Saint Andrews.
Para garantir a participação do Brasil, Seymour criou no Rio de Janeiro, em 1958, com auxílio dos Drs. Oswaldo Aranha Filho e Carlos Borges, a ABG – Associação Brasileira de Golfe. Borges assumiu a presidência e Seymour foi o primeiro vice-presidente.
Em 1960, a ABG foi transferida para São Paulo, por ser o Estado com o maior número de campos. Nessa época, a ABG foi presidida por Júlio da Cruz Lima e era responsável pela organização das equipes que representavam o País, além da importação de tacos e bolas de golfe com isenção alfandegária, conforme a legislação vigente.
Após Júlio da Cruz Lima, a entidade foi presidida por Seymour Marvin, seguido por Jesse Rinehart Jr., que teve papel importante na alteração da ABG, em 1976, para a atual CBG – Confederação Brasileira de Golfe, com a criação da terceira Federação Estadual, no Rio de Janeiro, após a fusão dos Estados do Rio de Janeiro e Guanabara. A CBGolfe passou a agregar as federações Paulista, Sul-riograndense e do Rio de Janeiro.
Jesse permaneceu na presidência até 1979, sucedido por Luiz Nardy, Hélio Andrade, Luiz Arthur Caselli Guimarães, Waldir Ribeiro de Lima, D. Eudes de Orleans e Bragança, Luiz Arthur Caselli Guimarães Filho, Pedro Cominese, Álvaro Almeida, Rachid Orra e Paulo Cezar Pacheco.
O atual Presidente da entidade é Euclides Antonio Gusi.
A CBGolfe agrega atualmente oito federações:

Federação Paulista de Golfe
Federação de Golfe do Estado do Rio de Janeiro
Federação Paranaense de Golfe
Federação Riograndense de Golfe
FECONG – Federação Centro-Oeste / Nordeste de Golfe
Federação Norte de Golfe
Federação Pernambucana de Golfe
Federação Baiana de Golfe